# Lamorlaye
Lamorlaye is een gemeente in het Franse departement Oise (regio Hauts-de-France). De plaats maakt deel uit van het arrondissement Senlis. Lamorlaye telde op 1 januari 2022 9.097 inwoners.

## Geografie
De oppervlakte van Lamorlaye bedroeg op 1 januari 2022 15,34 vierkante kilometer; de bevolkingsdichtheid was toen 593 inwoners per km².

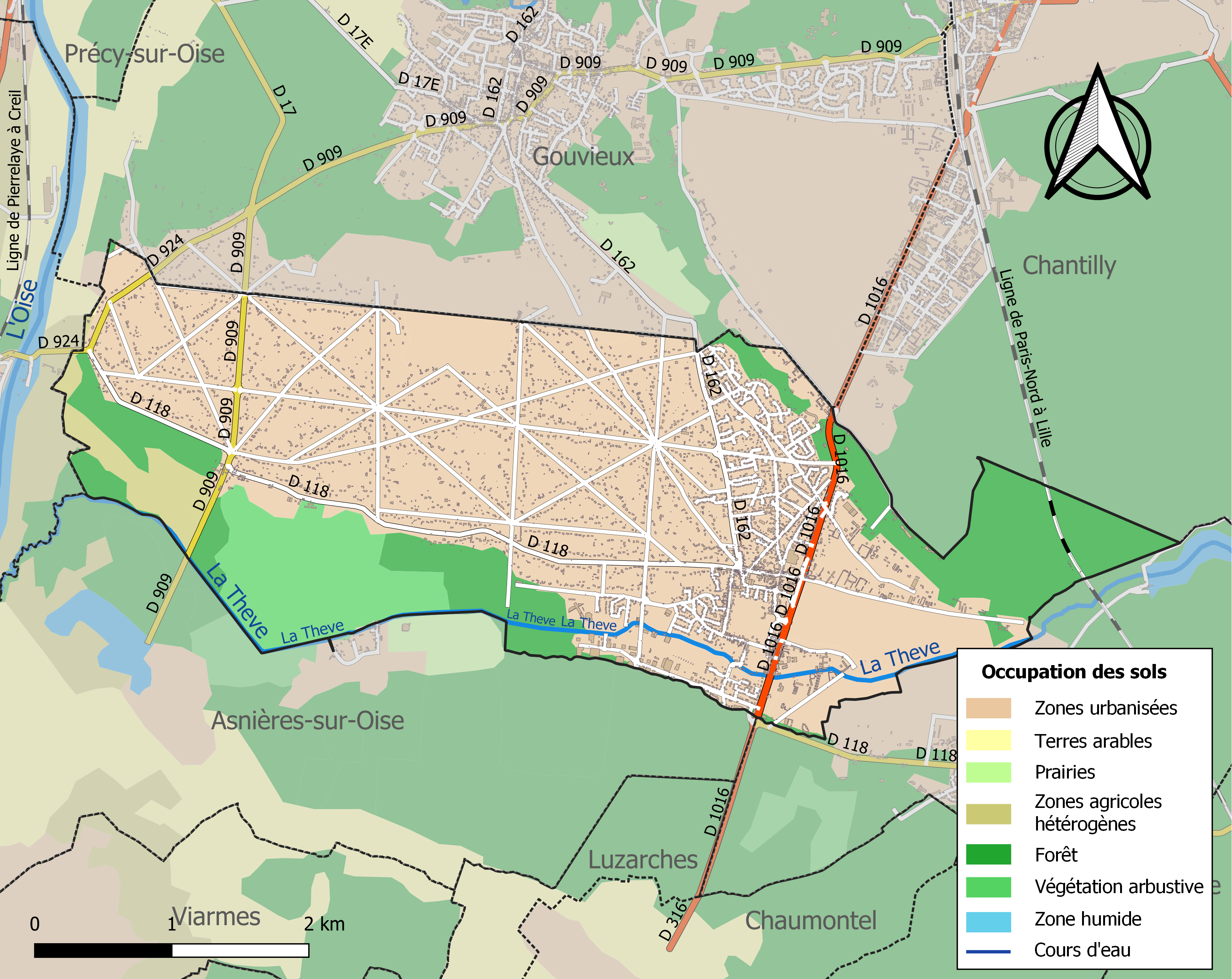
Kaart van de gemeente met belangrijkste infrastructuur, bodemgebruik en omliggende gemeenten

## Demografie
Onderstaande figuur toont het verloop van het inwonertal (bron: INSEE-tellingen).